# Boštjan Lipovšek
Boštjan Lipovšek, slovenski hornist, * 18. julij 1974, Celje.
Lipovšek je eden najvidnejših slovenskih rogistov. Izhaja iz glasbene družine, v kateri je igranje roga tradicionalno. Njegova prva mentorja sta bila oče in brat, glasbeno šolanje pa je nadaljeval na Akademiji za glasbo v Ljubljani pri prof. Jožetu Faloutu. V njegovem razredu je tudi diplomiral ter zaključil podiplomski študij. Izpopolnjeval se je pri Radovanu Vlatkoviću na salzburškem Mozarteumu. Med študijem v Ljubljani je prejel študentsko Prešernovo nagrado za izvedbo Straussovega 1. koncerta za rog in orkester s Simfoničnim orkestrom RTV Slovenija. V tem orkestru je kmalu zatem zasedel mesto solo hornista. Kot solist nastopa tudi z Orkestrom Slovenske filharmonije, Mariborsko filharmonijo, Dubrovniškim simfoničnim orkestrom, Filharmoničnim orkestrom iz Vidma, Komornim orkestrom Padova e Veneto in z orkestrom Jeunesses musicales. 
Leta 2001 je zmagal na mednarodnem tekmovanju Citta di Porcia. Od leta 1999 kot asistent, od leta 2004 pa kot docent predava na Akademiji za glasbo v Ljubljani. Leta 2005 je kot docent začel predavati na Akademiji za glasbo v Zagrebu. Pri ZKP RTV Slovenija je do sedaj izšlo pet zgoščenk; tri samostojne in dve v komornih zasedbah (Slovenski kvintet trobil in pihalni kvintet Ariart), pri nemški založbi Profil pa je z Juvavum Brass izdal zgoščenko Salzburške raritete. S Simfoničnim orkestrom RTV Slovenija, katerega član je že deset let, je posnel koncerte Richarda Straussa in Mozarta, sicer pa je prvi izvajalec na arhivnih posnetkih in krstni izvajalec številnih del za rog in simfonični orkester - slovenskih skladateljev Lojzeta Lebiča, Iva Petrića, Uroša Kreka, Janija Goloba, Tomaža Habeta, Vita Žuraja in drugih. Leta 2008 je prejel Nagrado Prešernovega sklada, 2021 zlato plaketo Univerze v Ljubljani.
Igra pod taktirko odličnih dirigentov, kot so Anton Nanut, Uroš Lajovic, Marko Letonja, David de Villiers, S. Pelegrino Amato, Gary Brain, Amy Anderson, Yakov Kreizberg, Sian Edwards. Kot solist gostuje pri nacionalnem orkestru opere La Monnaie v Bruslju in pri Berlinskem simfoničnem orkestru, še vedno pa redno sodeluje z Mahlerjevim komornim orkestrom. 
Od leta 2006 ga zastopa agencija Proartes.

## Diskografija
- 2005 Strauss I & II; Krek in Lebič s Simfoničnim orkestrom RTV Slovenija, dir. D. De Villiers
- 2005 Glazunov Reverie & Idyll, Glière koncert; s Simfoničnim orkestrom RTV Slovenija, dir. D. de Villiers
- 2005 R. Glière; s Simfoničnim orkestrom RTV Slovenija, dir. D. de Villiers
- 2002 Petrić; s Simfoničnim orkestrom RTV Slovenija, dir. D. de Villiers
- 1999 Mozart I & IV; s Simfoničnim orkestrom RTV Slovenija, dir. F. Preisler
- 1996 Strauss I.; s Simfoničnim orkestrom RTV Slovenija, dir. A. Nanut